# Justus Pieter de Veer

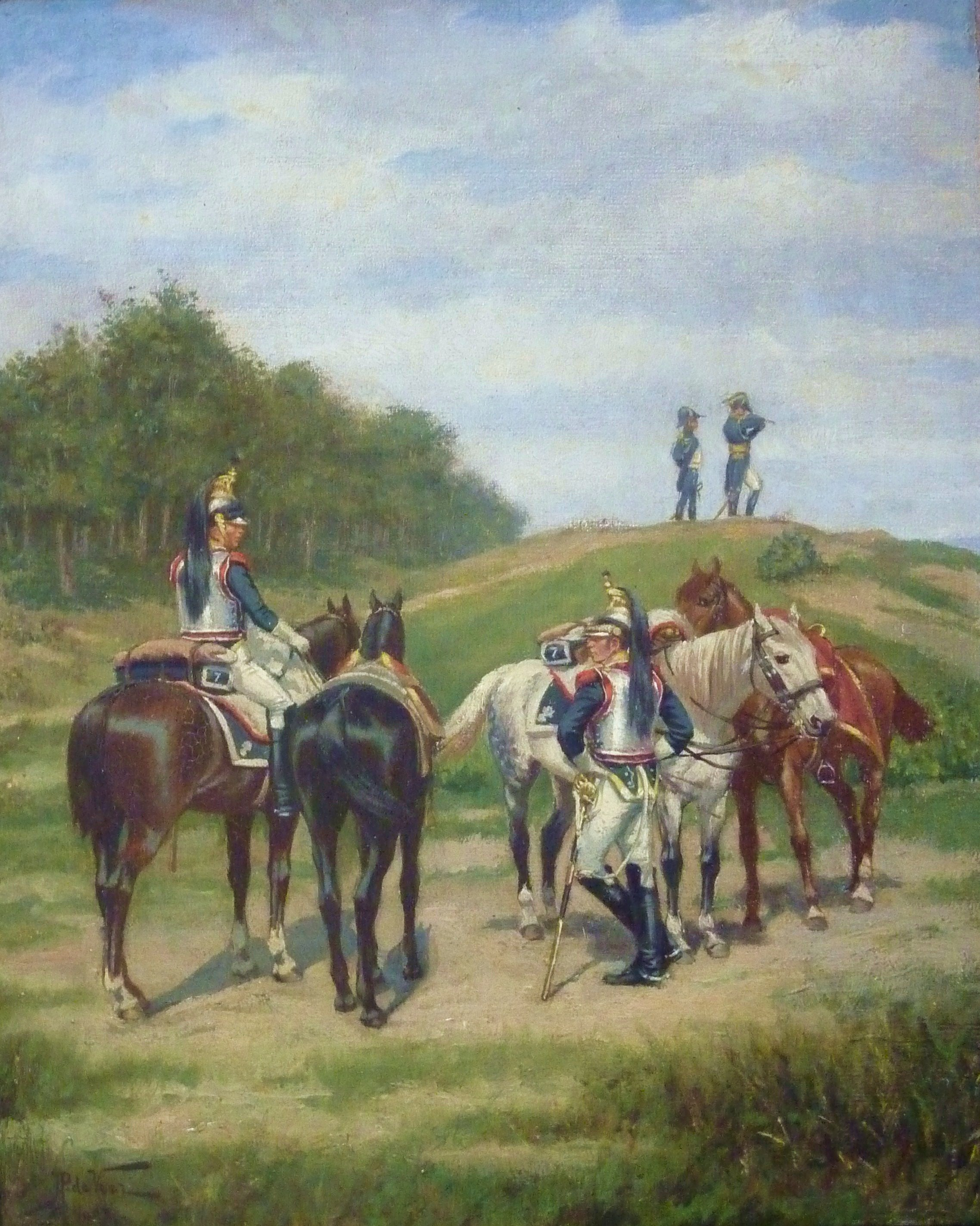
Franse officieren

Justus Pieter de Veer (Ngawi, Nederlands-Indië, 13 maart 1845 - Den Haag, 27 mei 1921) was de zoon van Johannes Cornelis Hermanus Josephus Pieter de Veer en Anna Geertruy Rappard. De vader van Justus Pieter de Veer was luitenant-kolonel in het Ned. Ind. leger en Ridder in de Militaire Willems-Orde. Justus Pieter zelf was majoor in het Oost-Indisch Leger.
De Veer ontwikkelde zich na zijn militaire loopbaan tot een verdienstelijk schilder. Hij woonde en werkte toen in Den Haag, dat in de 19e eeuw drie grote kazernes huisvestte, en schilderde meestal huzaren en bereden artilleristen in actie.
De Veer behoorde tot de Hollandse 19e-eeuwse schilders van het militaire genre. Deze kunstenaars verheerlijkten doorgaans het militaire bestaan en toonden een heroïsche wereld van moed, trouw en kracht. De Veer behoorde daarbinnen tot de kleine groep beroepsmilitairen die zich aan het genre wijdden.  Rond 1880 begonnen G.H. Breitner en Isaac Israëls in hun werk een meer realistische kijk op het militaire leven te geven. 
In 1900 verscheen in twee delen het bekende boekwerk De uniformen van de Nederlandsche Zee- en Landmacht, hier te lande en in de koloniën. Naast Jan Hoynck van Papendrecht hebben Willem Constantijn Staring en Justus Pieter de Veer deze boekwerken van illustraties voorzien; de tekst van deze boekwerken werd verzorgd door F.J.G. ten Raa.

## Onderscheidingen
- Ereteken voor Belangrijke Krijgsbedrijven met gesp: "Atjeh 1873-1880"
- Medaille voor het deelnemen aan de Expeditie tegen Atjeh 1873-74
- Onderscheidingsteken voor Langdurige Dienst als officier "XX"

## Oorlog in Indonesië in de 19e eeuw: tekeningen door De Veer

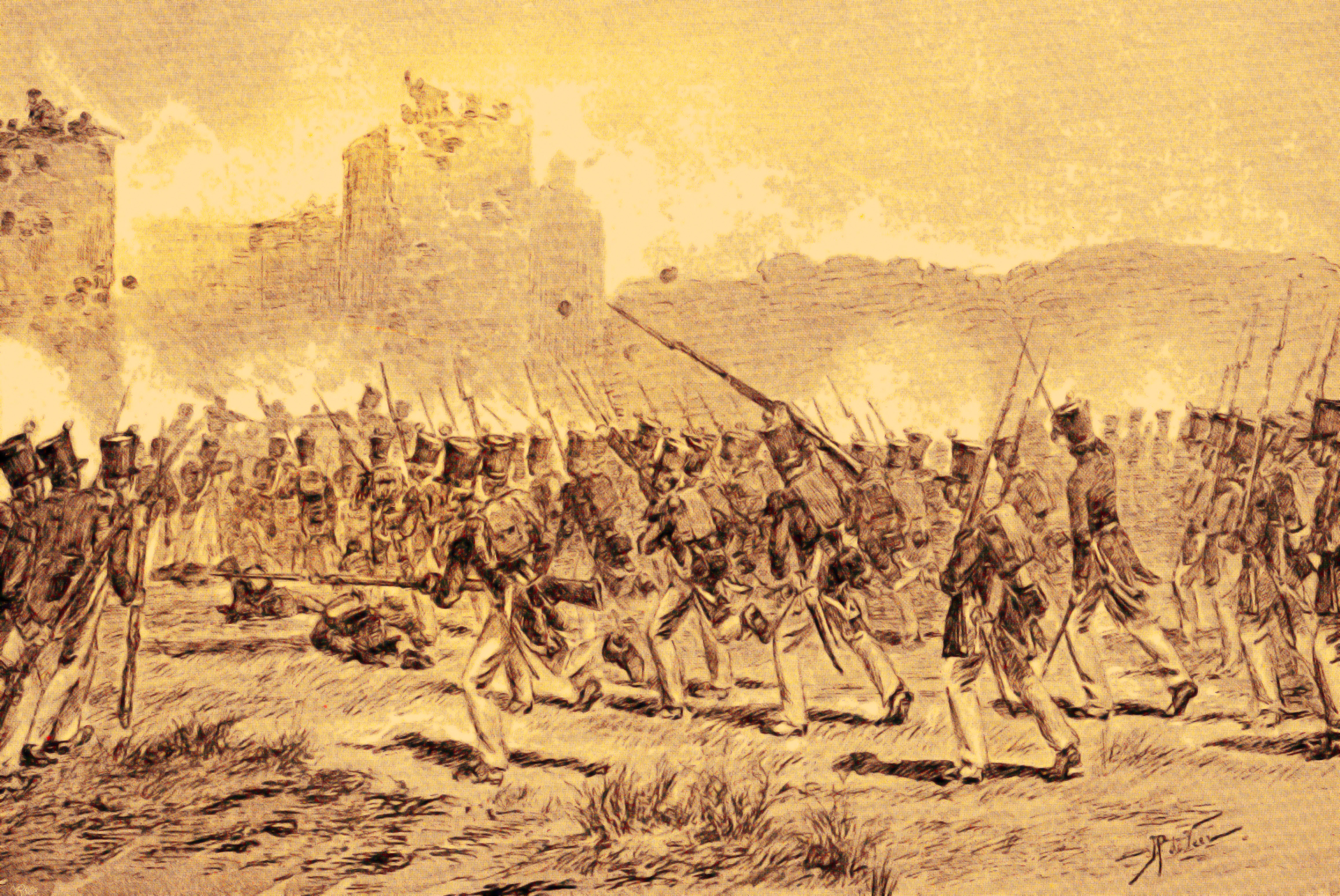
Pleret, Java 1826
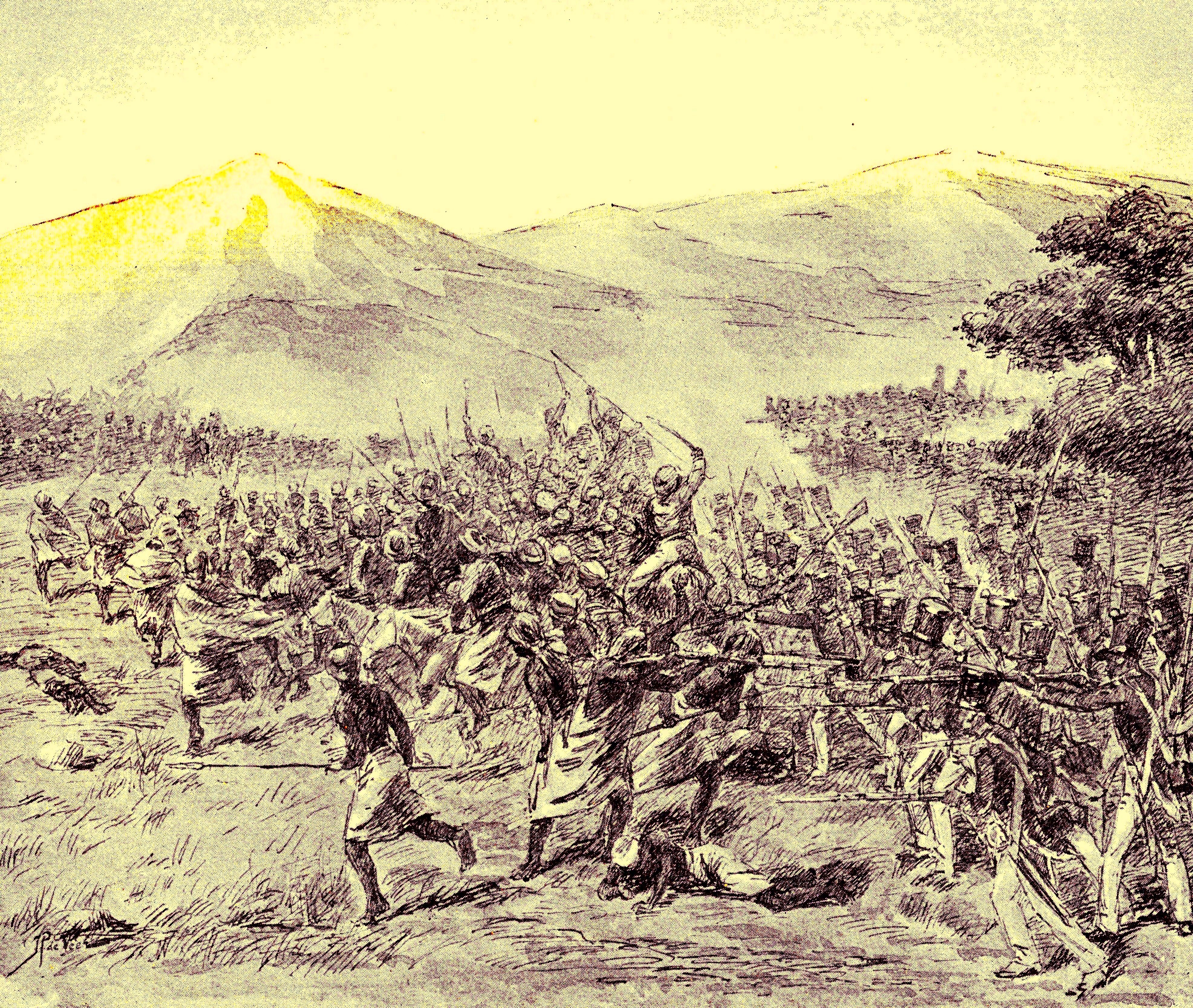
Java 1820s
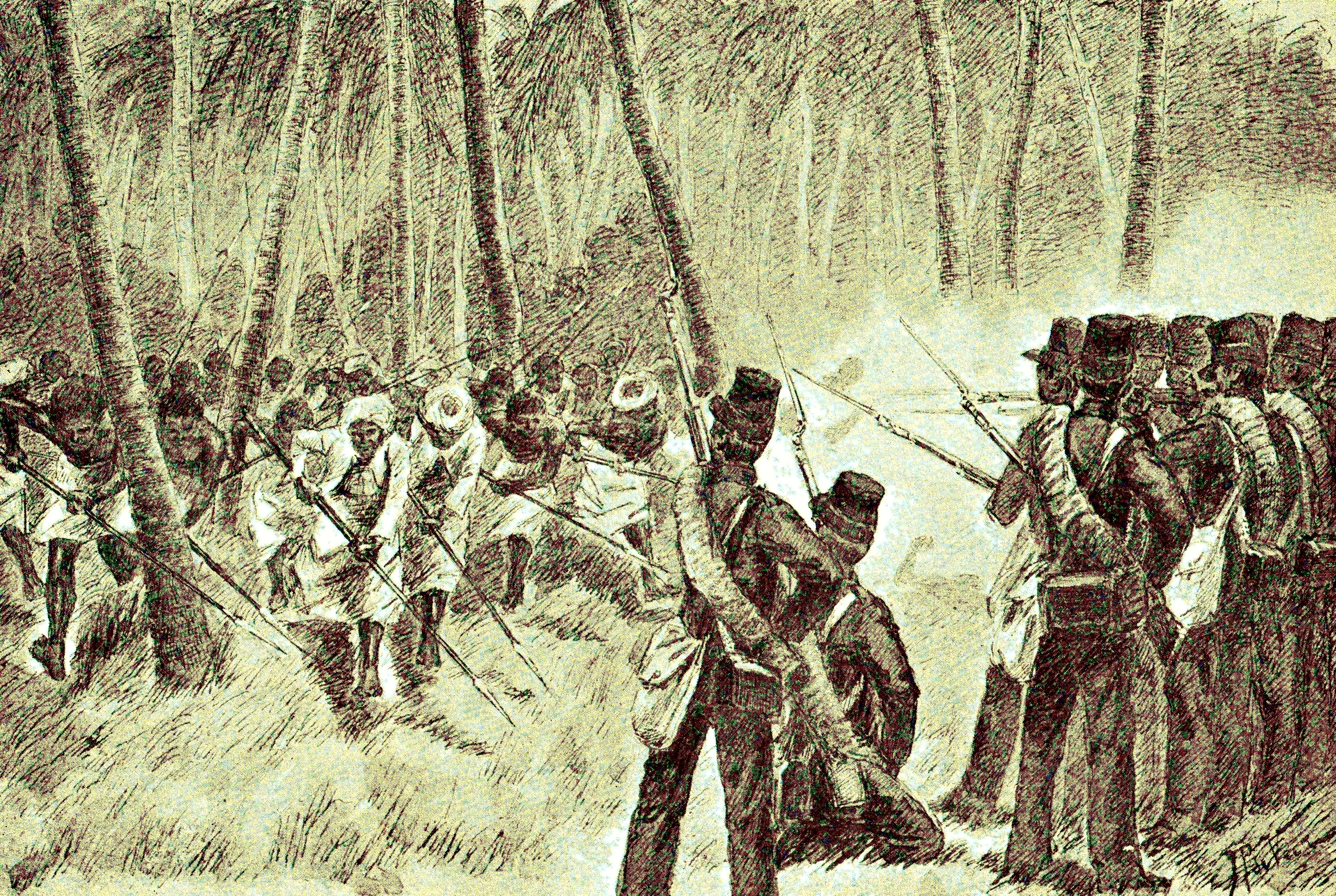
Bali 1849
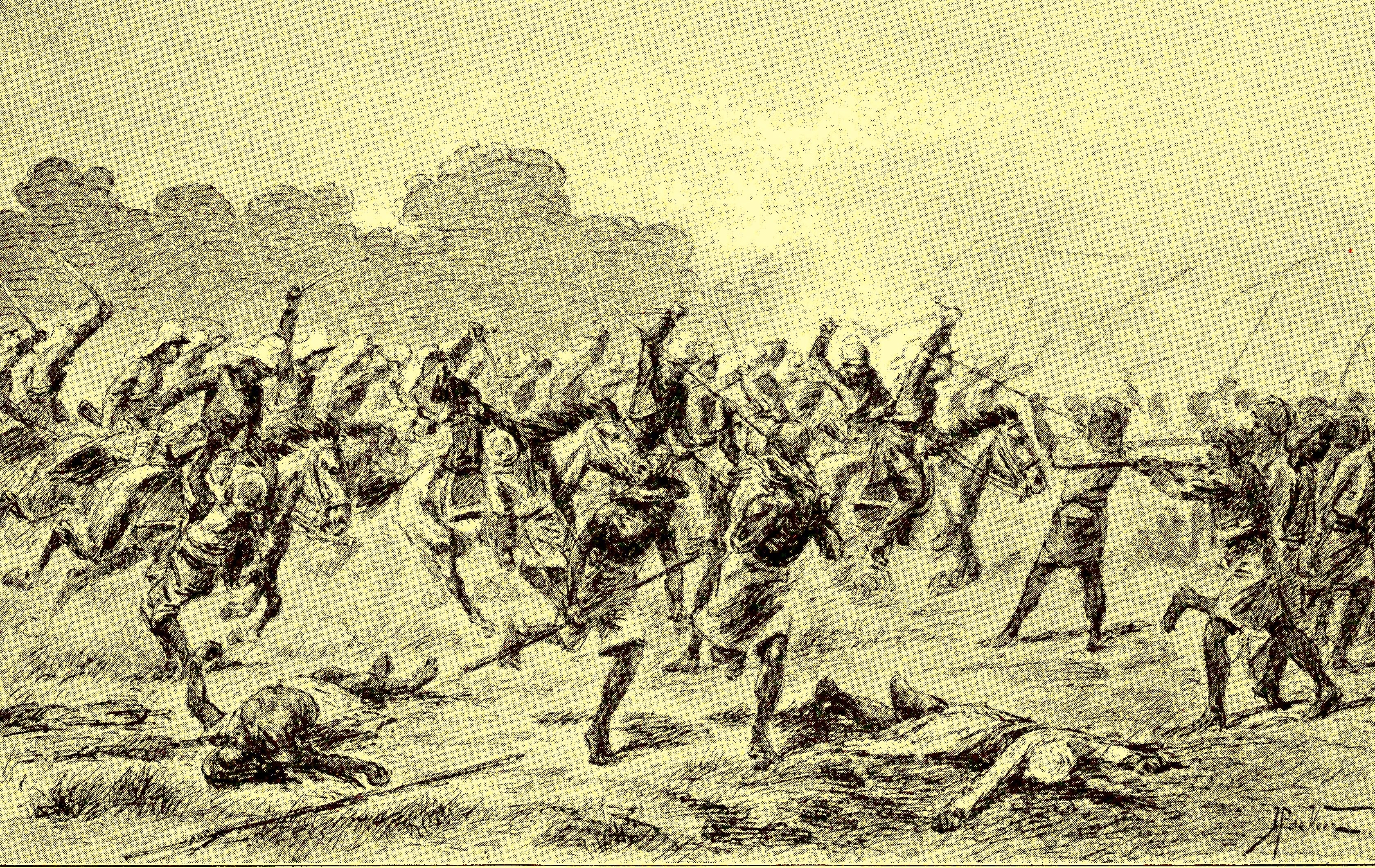
Boni (Celebes) 1859
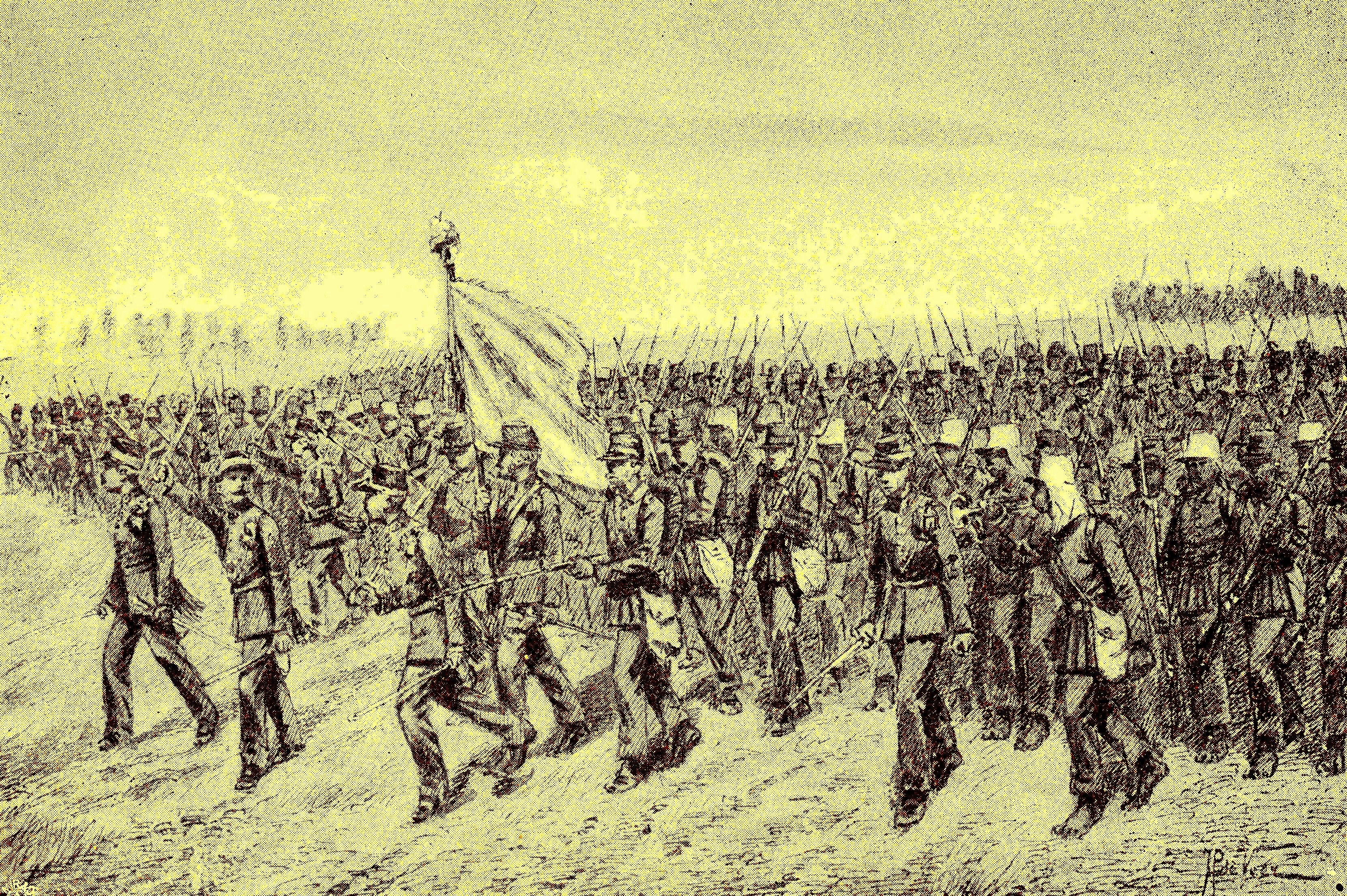
Sumatra 1860s